# Enego
Enego (cimbri Ghenebe) és un municipi italià, dins de la província de Vicenza. Fou un dels municipis de la Federació de les Set Comunes, on hi vivien membres de la minoria alemanya dels cimbris, tot i que ja no parlen la seva llengua. L'any 2007 tenia 1.927 habitants. Limita amb els municipis d'Asiago, Foza, Gallio, Arsiè (BL), Cismon del Grappa, Valstagna, Grigno (TN).

## Administració
| Període | Identitat       | Partit        |
| ------- | --------------- | ------------- |
| 2008-   | Igor Rodeghiero | Llista cívica |